# Ted Mosby: Architect
Ted Mosby: Architect är det fjärde avsnittet av andra säsongen av TV-serien How I Met Your Mother. Det hade premiär på CBS den 9 oktober 2006.

## Sammandrag
Ted och Robin har sitt första gräl. Lily och Robin jagar Ted och Marshall på deras utekväll. 

## Handling
Ted och Robin har sitt första gräl sedan de blev tillsammans (om huruvida deras jobb är intressanta). Ted går till Marshall och Barney på stammisbaren MacLaren's och Robin går till en nagelsalong där hon möter Lily. När Robin berättar att hon inte vill höra om Teds arbete säger Lily att lyssnande är en viktig del av en relation. 
Ted berättar vad som hänt för Marshall och Barney. De ber honom följa med till en fest för juridikstudenter, men Ted invänder att han måste gå och göra sitt "tråkiga" arbete som arkitekt. Barney säger att hans arbete inte alls är tråkigt utan att kvinnor tycker att arkitekter är heta. Enligt Barney behöver Ted bara presentera sin karriär med rätt attityd. När de tänker lämna baren passar Ted på att fråga en kvinna i baren om vad hon tycker om arkitekter. Hon säger att de är sexiga. Ted och kvinnan börjar prata. 
Efter att ha pratat med Lily går Robin till MacLaren's för att be Ted om ursäkt, men han är inte där. Hon frågar bartendern var han är. Då kommer en kvinna fram och säger att hennes vän följde med Ted till Marshalls juridikstudentfest. Robin är lättad över att Ted hittat någon annan som vill höra honom prata om jobbet, men Lily blir förvånad över att Robin inte är svartsjuk. När kvinnan i baren säger att hennes vän är kickboxningsinstruktör och jättesnygg blir Robin dock lite mer orolig.
Robin och Lily går till festen och frågar efter Ted. Enligt värden har Marshall, Ted och tjejen gått vidare för att dansa på en nattklubb. Eftersom Ted i vanliga fall avskyr nattklubbar blir Robin upprörd. Hon försöker ringa honom, och får tag på Marshall. Han säger att Ted arbetar. Robin drar slutsatsen att Ted är otrogen eftersom hon tror att Marshall ljuger för henne.
När Robin och Lily kommer till nattklubben säger dörrvakten att Ted följt med sin dejt till hennes lägenhet på andra sidan gatan. De går dit, smyger in och upptäcker Barney i kvinnans säng. 
Enligt Barney är Ted på sitt jobb. Han har själv under hela kvällen presenterat sig som "arkitekt Ted Mosby". Lily försöker lugna ner Robin, eftersom det visat sig att Ted inte varit otrogen. Robin är däremot orolig över hur paranoid hon har blivit. Enligt Lily är det så människor fungerar när de är tillsammans med någon. Lily säger att hon saknar den känslan. 
Robin besöker Ted på jobbet och ber honom om ursäkt. Hon säger att hon vill vara den person som han gnäller för om arbetet. Ted visar henne en alternativ design som han själv har tagit fram för en skyskrapa som firman arbetar med. (Den design som de i dagsläget arbetar efter liknar enligt Ted en penis.)

## Kulturella referenser
- Robin säger att hon gillar filmen Die Hard men inte Drömmarnas fält, vilket gör killarna upprörda och får dem att börja prata om handlingen i filmen.
- När Ted frågar kvinnan i baren om arkitekter är sexiga säger hon: "Hur tror du att mr Brady kunde få en tjej som Carol?" Arkitekten Mike Brady är huvudkaraktären i komediserien The Brady Bunch.
- När Robin säger att dans leder till sex frågar Lily om hon kommer från staden i filmen Footloose. Filmen handlar om en stad som förbjudit dans och rockmusik.